# 上川根村
上川根村（かみかわねむら）は静岡県の中部、榛原郡に属していた村である。現在の川根本町北西部にあたる。

## 地理
- 山：黒法師岳、池口岳、光岳、大無間山 ほか
- 河川：大井川

## 歴史
- 1889年（明治22年）4月1日 - 町村制の施行により、千頭村、崎平村、奥泉村、犬間村が合併して発足。
- 1956年（昭和31年）9月30日 - 志太郡東川根村と合併して本川根町が発足。同日上川根村廃止。

## 村長
- 松岡嘉兵衛

## 交通

### 鉄道路線
- 大井川鉄道（現・大井川鐵道）
  - 大井川本線
    - 崎平駅 - 千頭駅

現在は旧村域内を大井川鐵道井川線が通っており、千頭駅・尾盛駅間の各駅が所在するが、当時は中部電力の専用鉄道であり、旅客輸送は行われていなかった。ただし、大井川左岸にあるアプトいちしろ駅、奥大井湖上駅は旧東川根村に所在する。